# Nekrolog 1644
Nekrolog
◄◄
| ◄
| 1640
| 1641
| 1642
| 1643
| 1644 | 1645 | 1646 | 1647 | 1648 | ► | ►►
Weitere Ereignisse | Allgemeiner Nekrolog 1644
Die Beschreibung der verstorbenen Person sollte so kurz wie möglich gehalten sein und nur deren signifikante Tätigkeit(en) enthalten.
Neue Namen ggf. auch unter dem Geburts- und Sterbedatum, also etwa unter 1. Januar und im Geburts- und Sterbejahr (2024) eintragen (nur bei entsprechender großer Wichtigkeit). Für Beispiele siehe die schon vorhandenen Artikel.
Außerdem über die fünf zuletzt Verstorbenen, zu denen es einen ausreichend guten Artikel für eine Präsentation auf der Hauptseite gibt, nach der todesbedingten Überarbeitung der Artikel ggf. auch unter Wikipedia Diskussion:Hauptseite informieren und sie am besten auch in den anderen Wikipedia-Sprachversionen eintragen. Tipp: Regelmäßig bei news.google.de nach „ist tot“, „gestorben“ oder „verstorben“ suchen.
Wenn eine Person gestorben ist, gibt es viele Seiten zu dieser Person in der Wikipedia, die davon auch betroffen sind und entsprechend aktualisiert werden müssen. Beispiele: Namenübersichtsseite, Geburtsjahr, Geburtsort-Seiten und viele mehr.
Wie finde ich die betroffenen Seiten?
Im Suchfeld auf der linken Seite gibt man den Suchbegriff so ein: „Vorname Nachname“. Dann klickt man auf Volltext und alle Seiten mit entsprechendem Suchtext werden aufgerufen. Hier sieht man dann schnell, wo auch das Todesjahr Sinn macht oder sogar ein Teil des Artikels angepasst werden muss. Auch hilft das „Werkzeug“ auf der linken Seite sehr gut, um solche Seiten aufzufinden: „Links auf diese Seite“. Somit ist die Wikipedia wieder aktuell in allen Bereichen! Hinweis: bei Eintragung der Kategorie „Gestorben JAHR“ wird der Missbrauchsfilter 49 ausgelöst, was jedoch nicht schlimm ist. Siehe: Spezial:Missbrauchsfilter/49
Dies ist eine Liste von im Jahr 1644 verstorbenen bekannten Persönlichkeiten. Die Einträge erfolgen innerhalb der einzelnen Daten alphabetisch sortiert. Tiere sind im Nekrolog für Tiere zu finden.

## Januar
| Tag        | Name                                  | Beruf, bekannt als                                                  | Alter | Beleg |
| ---------- | ------------------------------------- | ------------------------------------------------------------------- | ----- | ----- |
| 18. Januar | Benedetto Ubaldi                      | italienischer Geistlicher, Kardinal der römisch-katholischen Kirche |       |       |
| 23. Januar | David Lindner                         | deutscher Rechtswissenschaftler                                     | 39    |       |
| 24. Januar | James Hamilton, 1. Viscount Claneboye | schottischer Adliger                                                |       |       |
| 25. Januar | Alessandro Cesarini                   | Bischof und Kardinal                                                |       |       |
| 31. Januar | Georg II. von Fleckenstein-Dagstuhl   | deutscher Adeliger                                                  | 55    |       |
| Januar     | Georg Marggraf                        | deutscher Naturforscher und Forschungsreisender                     | 33    |       |

## Februar
| Tag         | Name            | Beruf, bekannt als                                      | Alter | Beleg |
| ----------- | --------------- | ------------------------------------------------------- | ----- | ----- |
| 15. Februar | Anna von Schade | deutsche Herrin des Emslandes nach dem Tod ihres Mannes | 59    |       |

## März
| Tag      | Name                                              | Beruf, bekannt als | Alter | Beleg |
| -------- | ------------------------------------------------- | --- | ----- | ----- |
| 6. März  | Johann Dietrich von Löwenstein-Wertheim-Rochefort | deutscher Reichsgraf aus dem Haus Löwenstein-Wertheim; Begründer der katholischen Linie Löwenstein-Wertheim-Rosenberg | 59    |       |
| 15. März | Luise Juliana von Oranien-Nassau                  | Prinzessin von Oranien-Nassau, Kurfürstin von der Pfalz                                                               | 67    |       |
| 23. März | Kaspar Vogt                                       | deutscher Baumeister, Stadtbaumeister in Schwäbisch Gmünd                                                             |       |       |
| 24. März | Cäcilia Renata von Österreich                     | Königin von Polen | 32    |       |

## April
| Tag       | Name                      | Beruf, bekannt als                                                                                    | Alter | Beleg |
| --------- | ------------------------- | --- | ----- | ----- |
| 6. April  | Friedrich Hermann Flayder | deutscher Dichterhumanist und Dramatiker                                                              |       |       |
| 7. April  | Carlo Carafa              | Bischof von Aversa und Nuntius in Wien                                                                |       |       |
| 9. April  | Hans von Miltitz          | deutscher Dompropst in Meißen und Rittergutsbesitzer                                                  | 66    |       |
| 10. April | William Brewster          | englischer Kirchenältester, Passagier der Mayflower und einer der ersten Kolonisten in der Neuen Welt |       |       |
| 21. April | Jakob Merlo-Horstius      | deutscher römisch-katholischer Priester und Theologe                                                  | 46    |       |
| 21. April | Torsten Stålhandske       | schwedischer General                                                                                  |       |       |
| 25. April | Chongzhen                 | chinesischer Kaiser der Ming-Dynastie                                                                 | 33    |       |

## Mai
| Tag     | Name                          | Beruf, bekannt als                                         | Alter | Beleg |
| ------- | ----------------------------- | ---------------------------------------------------------- | ----- | ----- |
| 16. Mai | Johann Albrecht von Mandelslo | deutscher Adeliger und Reisender                           | 28    |       |
| 21. Mai | Sebastian Spörlin             | Schweizer Politiker, Gesandter und Bürgermeister von Basel | 83    |       |
| 23. Mai | François van der Burch        | Fürsterzbischof und Herzog von Cambrai                     | 76    |       |
| 24. Mai | Alfonso III. d’Este           | Herzog von Modena und Reggio                               | 52    |       |
| 30. Mai | Dietrich Brömse               | Ratsherr der Hansestadt Lübeck                             |       |       |

## Juni
| Tag      | Name                         | Beruf, bekannt als | Alter | Beleg |
| -------- | ---------------------------- | --- | ----- | ----- |
| 18. Juni | Wouter Pietersz. II. Crabeth | holländischer Maler |       |       |
| 24. Juni | Hans Caspar von Klitzing     | schwedischer, kursächsischer, brandenburgischer und fürstlich braunschweig-lüneburgischer Generalleutnant, gilt als erster echter General von Brandenburg |       |       |
| 24. Juni | Johannes Maccovius           | polnischer reformierter Theologe |       |       |

## Juli
| Tag      | Name                     | Beruf, bekannt als                                | Alter | Beleg |
| -------- | ------------------------ | ------------------------------------------------- | ----- | ----- |
| 1. Juli  | Maria Küng               | Schweizer Benediktinerin und Äbtissin             |       |       |
| 2. Juli  | William Gascoigne        | englischer Astronom, Mathematiker und Gerätebauer |       |       |
| 7. Juli  | Hedwig von Hessen-Kassel | Fürstin von Schaumburg                            | 75    |       |
| 9. Juli  | Giulio Savelli           | Kardinal der Römischen Kirche                     |       |       |
| 11. Juli | Joost Schouten           | niederländischer Kaufmann der Ostindien-Kompanie  |       |       |
| 16. Juli | Giovanni Biliverti       | italienischer Maler                               | 58    |       |
| 17. Juli | Jørgen Vind              | dänischer Admiral                                 | 51    |       |
| 26. Juli | Andreas von Phú Yên      | Protomärtyrer Vietnams                            |       |       |
| 29. Juli | Urban VIII.              | italienischer Geistlicher, Papst (1623–1644)      | 76    |       |

## August
| Tag        | Name                      | Beruf, bekannt als                                       | Alter | Beleg |
| ---------- | ------------------------- | -------------------------------------------------------- | ----- | ----- |
| 2. August  | Bernardo Strozzi          | italienischer Maler                                      |       |       |
| 15. August | Cherubino Busatti         | italienischer Komponist und Organist                     |       |       |
| 15. August | Laurentius Ribovius       | Komponist für Kirchenmusik                               | 42    |       |
| 25. August | Heinrich Alting           | deutscher Theologe                                       | 61    |       |
| 27. August | Katharina von Brandenburg | Fürstin von Siebenbürgen, Herzogin von Sachsen-Lauenburg | 42    |       |
| 31. August | Tomaso Cecchino           | italienischer Komponist                                  |       |       |

## September
| Tag           | Name                             | Beruf, bekannt als                                                                  | Alter | Beleg |
| ------------- | -------------------------------- | ----------------------------------------------------------------------------------- | ----- | ----- |
| 4. September  | Wolfgang Siegel                  | sächsischer Bergbeamter                                                             | 61    |       |
| 6. September  | Bruno III. von Mansfeld          | Malteserritter, Kriegsmann, Oberstjägermeister in habsburgischen Diensten           | 67    |       |
| 7. September  | Guido Bentivoglio                | italienischer Kardinal                                                              | 64    |       |
| 7. September  | Ralph Corbie                     | irischer Jesuit                                                                     | 46    |       |
| 8. September  | Dubslaff Christoph von Eickstedt | herzoglich-pommerscher Hofgerichtsrat, Amtshauptmann und Landrat, Domherr zu Cammin | 56    |       |
| 8. September  | Francis Quarles                  | englischer Schriftsteller                                                           | 52    |       |
| 12. September | Sigismund Finckelthaus           | deutscher Universitätsprofessor und Bürgermeister                                   | 64    |       |
| 14. September | Hartwig von Passow               | deutscher Politiker und Diplomat                                                    | 45    |       |
| 26. September | Johann Arnold von Manderscheid   | Graf von Manderscheid-Blankenheim, Herr zu Jünkerath, Daun und Kerpen               | 38    |       |
| September     | Mary King                        | englische Geschäftsfrau                                                             |       |       |

## Oktober
| Tag         | Name                                   | Beruf, bekannt als                                          | Alter | Beleg |
| ----------- | -------------------------------------- | ----------------------------------------------------------- | ----- | ----- |
| 5. Oktober  | Charles d’Aumont                       | französischer Adliger und Militär                           |       |       |
| 5. Oktober  | George Hay, 2. Earl of Kinnoull        | schottischer Adliger                                        |       |       |
| 6. Oktober  | Élisabeth de Bourbon                   | Königin von Spanien und Portugal, Prinzessin von Frankreich | 41    |       |
| 12. Oktober | Otto Heinrich Fugger                   | kurbayerischer General des Dreißigjährigen Kriegs           | 52    |       |
| 17. Oktober | Hermann Otto I. von Limburg-Styrum     | deutscher Adeliger und Militär                              | 52    |       |
| 18. Oktober | Gerhard Romilian von Kalcheim          | deutscher Jurist und Diplomat                               | 54    |       |
| 19. Oktober | Johann Friedrich                       | Pfalzgraf und Herzog von Hilpolstein                        | 57    |       |
| 21. Oktober | Kaspar Graf von Eberstein              | hessischer Generalleutnant                                  | 40    |       |
| 23. Oktober | Adrian Müller                          | Kaufmann und Ratsherr der Hansestadt Lübeck                 | 71    |       |
| 31. Oktober | Íñigo Vélez de Guevara, Conde de Oñate | spanischer Staatsmann und Diplomat                          |       |       |
| Oktober     | Pietro Spazzio                         | Architekt und Hofmaurer                                     |       |       |

## November
| Tag          | Name                           | Beruf, bekannt als                                    | Alter | Beleg |
| ------------ | ------------------------------ | ----------------------------------------------------- | ----- | ----- |
| 2. November  | Johann Jodok Singisen          | Schweizer Benediktinermönch, Abt des Klosters Muri    |       |       |
| 6. November  | Thomas Roe                     | englischer Diplomat                                   |       |       |
| 10. November | Luis Vélez de Guevara          | spanischer Dramatiker und Romancier                   | 65    |       |
| 19. November | Johann Jeep                    | deutscher Organist, Kapellmeister und Liederkomponist |       |       |
| 20. November | Ambrosius Seibaeus             | deutscher Priester und Weihbischof des Bistums Mainz  |       |       |
| 21. November | Raphael Mischowsky de Sebuzina | böhmischer Jurist                                     |       |       |
| 22. November | Aodh Óg Mac Mathúna            | irischer Rebellenführer                               |       |       |
| 23. November | Otto Heinrich von Callenberg   | deutscher Offizier und Politiker                      | 43    |       |
| 24. November | Deodaat Delmonte               | flämischer Architekt, Ingenieur, Astronom und Maler   | 62    |       |
| 26. November | Claudio Ridolfi                | italienischer Maler                                   |       |       |
| 29. November | Gebhard von Moltke             | mecklenburgischer Gutsbesitzer und Politiker          | 77    |       |

## Dezember
| Tag          | Name                                    | Beruf, bekannt als                                         | Alter | Beleg |
| ------------ | --------------------------------------- | ---------------------------------------------------------- | ----- | ----- |
| 6. Dezember  | Christine Poniatovska                   | polnische Seherin                                          | 34    |       |
| 11. Dezember | George Jamesone                         | schottischer Maler                                         |       |       |
| 14. Dezember | Maria Clara von Spaur, Pflaum und Valör | Fürstäbtissin von Essen                                    |       |       |
| 15. Dezember | Theophanes III.                         | griechisch-orthodoxer Patriarch von Jerusalem              |       |       |
| 15. Dezember | Johann von Waldburg-Wolfegg             | Fürstbischof von Konstanz (1628–1644)                      | 46    |       |
| 20. Dezember | Albrecht                                | deutscher Herzog von Sachsen-Eisenach                      | 45    |       |
| 30. Dezember | Johan Baptista van Helmont              | Universalwissenschaftler, Arzt, Naturforscher und Chemiker | 64    |       |

## Datum unbekannt
| Tag | Name                         | Beruf, bekannt als                                                                  | Alter | Beleg |
| --- | ---------------------------- | ----------------------------------------------------------------------------------- | ----- | ----- |
|     | Seathrún Céitinn             | irischer Historiker, Dichter und katholischer Priester                              |       |       |
|     | William Crabtree             | englischer Astronom                                                                 |       |       |
|     | François Derand              | französischer Architekt und Mathematiker                                            |       |       |
|     | Timoléon d’Espinay           | französischer Heerführer, Marschall von Frankreich und Ritter der königlichen Orden |       |       |
|     | Carlo Filago                 | italienischer Komponist des Frühbarock                                              |       |       |
|     | Har Gobind                   | sechster Guru der Sikhs                                                             |       |       |
|     | Khu Urluk                    | Prinz der Kalmücken                                                                 |       |       |
|     | Ling Mengchu                 | chinesischer Dichter                                                                |       |       |
|     | Leonhard Helfried von Meggau | kaiserlicher Obersthofkämmerer und Obersthofmeister                                 |       |       |
|     | Francisco Pacheco del Río    | spanischer Maler, Kunsttheoretiker und Dichter                                      |       |       |
|     | Marco Martino Spazzio        | Architekt und Hofbaumeister                                                         |       |       |
|     | Agostino Tassi               | italienischer Maler                                                                 |       |       |
|     | Zekeriyazade Yahya           | osmanischer Dichter                                                                 |       |       |